# Mega Mindy (filmserie)
Mega Mindy is een filmreeks gebaseerd op de jeugdserie Mega Mindy. Mega Mindy is een superheldin en beleeft spannende verhalen. De films worden geproduceerd door Studio 100. De reeks ontstond in 2009 toen de eerste film werd gerealiseerd, welke daarna is gevolgd door drie vervolgfilms.
Naast de films is actrice Free Souffriau ook actief als Mega Mindy in de gelijknamige televisieserie en treedt ze ook op met diverse theatershows.

## Productie
Eind 2007 wordt bekendgemaakt dat Studio 100 een filmversie van Mega Mindy gaat maken. De film zou in het voorjaar van 2008 in de bioscoop moeten draaien, maar de opnames worden pas gestart op 18 januari 2009. Voor de film weten de makers namen als Walter Baele, Tom Van Dyck en Yolanthe Sneijder-Cabau te contracteren.
Het geheim van Mega Mindy ging op 4 juli 2009 in première. Uiteindelijk werd het een succesvolle film. In één maand tijd ging er 255.000 mensen in België en Nederland naar de bioscoop om de film te bekijken.
De film werd op 21 oktober 2009 uitgebracht op DVD.
Terwijl België en Nederland nog in de ban van de eerste film zitten wordt in augustus van 2009 bekendgemaakt dat er tweede film komt, maar door de zwangerschap van Free Souffriau wordt de tweede film uitgesteld. Door de zwangerschap Souffriau bedenken de makers een speciale aflevering en korte televisiefilm "Mega Toby". Hierin speelt niet Mega Mindy de hoofdrol, maar Toby die voor de tweede keer de rol van Mega Toby speelt.
Mega Toby zou oorspronkelijk niet terugkeren in de franchise, maar door de zwangerschap van Souffriau besloten de makers eenmalig een comeback te maken voor Mega Toby. De opnames voor Mega Toby vond plaats in Leopoldsburg in december van 2009. De korte film werd vervolgens al op 6 februari 2010 op televisie uitgezonden.
Uiteindelijk werden de opnames gestart voor de tweede film in mei van 2010. Tevens maakte Studio 100 bekend dat Matthias Temmermans weer verantwoordelijk zou zijn voor de film, maar Temmermans zou samen met Jimmy Simons het script hebben gemaakt.
Studio 100 maakte de titel voordat de opnames plaatsvonden ook bekend, en ook dat Urbanus de rol van de sultan kreeg in de film. Later werden ook de Nederlandse acteurs Levi van Kempen en Hero Muller gecontracteerd.
Ook hebben de opnames voor Studio 100 een primeur opgeleverd. Voor het eerst heeft Studio 100 namelijk buiten de Benelux voor hun eigen productie gefilmd. Voor de film zijn ze afgereisd naar het zuiden van Spanje. Hier hadden ze opnames in Almería en Tabernas.
De film ging op 4 december 2010 in première. Wederom wist de film het aantal bezoekers van 250.000 binnen de Benelux te behalen.
In maart van 2011 werd bekendgemaakt dat eind 2011/begin 2012 de derde film in de bioscopen moet draaien. De film heeft als titel "Mega Mindy en de snoepbaron". Ook zou de vaste cast van de serie ook weer meedoen in de derde film.
Door het succes van de "Mega Toby" special hebben de makers besloten om een vervolg te maken op deze telefilm. Het was in eerste instantie de bedoeling dat "Mega Toby" een eenmalig project zou zijn, maar uiteindelijk krijgt "Mega Toby" een vervolg. Deze special moet eind 2011 op televisie worden uitgezonden. Na de opnames van "Mega Toby" begint de cast met de opnames van de zevende reeks van de televisieserie. Daarna beginnen de opnames van "Mega Mindy en de snoepbaron". Door het succes van Mega Toby is Mega Toby na afwezigheid in de tweede film ook weer verwerkt in de derde film. Mega Mindy en Mega Toby krijgen in de derde film hulp van Mega Oma. Mega Oma zal eenmalig te zien zijn in de film omdaarna weer de focus op Mega Mindy te leggen.
Studio 100 heeft inmiddels bekendgemaakt dat er een derde Mega Mindy film komt. De film moet eind 2011/begin 2012 draaien. Uiteindelijk werd op 6 juni 2011 bekendgemaakt dat de film "Mega Mindy en de Snoepbaron" gaat heten. Naast de standaard hoofdrollen zal Johny Voners de titelrol gaan spelen van de snoepbaron en zullen ook Tristan Versteven, Angela Schijf en Dennis van der Geest een belangrijke rol gaan spelen in de film. De film wordt in de zomer van 2011 opgenomen en zal vanaf 21 december 2011 in de bioscopen draaien. Ook werd bekend dat de derde film niet door Matthias Temmermans, die de twee voorgaande films regisseert, zou worden geregisseerd, maar door Vincent Rouffaer.
In de film krijgt Mega Mindy weer hulp van Mega Toby en zal ze ook hulp krijgen van Mega Oma. De derde film draait veel om liefde en snoep. Mieke zal Toby voor zich willen winnen met een liefdesdrankje van opa, maar dit loopt uiteindelijk uit de hand wanneer het drankje wordt gestolen en oma ontvoerd wordt. Echter blijkt oma's snoepfabrikant Louis achter deze daden te zitten en probeert meerdere mensen te bestelen. Een voor een vallen de vrienden van Mieke in de val van Louis en is de vraag of Mega Mindy haar vrienden zal kunnen redden.
De derde film werd uiteindelijk uitgebracht op 21 december 2011 en werd wederom een succes. In één maand tijd gingen er in België zo'n 210.000 mensen naar de bioscoop en in Nederland 100.000.

## Films

### Het geheim van Mega Mindy(2009)
Sinds de komst van Mega Mindy (Free Souffriau) is het leven van de boeven op aarde een ware hel. Telkens wanneer de politie tekortschiet, verschijnt Mega Mindy en rekent ze de boeven in. De criminelen zijn deze situatie meer dan beu. Het is voor hen onmogelijk geworden om hun werk goed te doen. Geen boef is nog veilig, dus tijd voor wraak!
's Werelds beste gangsters slaan de handen in elkaar om Mega Mindy eens en voor altijd uit te schakelen. Miss Volta (Yolanthe Sneijder-Cabau), de eigenares van de energiecentrale, werpt zich op als hun onbetwiste leidster en heeft een geniaal en eenvoudig plan: ze zullen de superheldin eerst uit haar tent lokken en haar dan verslaan met haar eigen wapens. Deze strijd tussen goed en kwaad in combinatie met een ontvoerde Toby (Louis Talpe) en een verdwenen Mega Mindy capsule doen het geheim van Mega Mindy op zijn grondvesten daveren. Kunnen Mieke, Oma (Nicky Langley) en Opa (Fred Van Kuyk) ook in deze moeilijke tijd het geheim veilig stellen?

### Mega Mindy en het Zwarte Kristal(2010)
Mega Mindy leidt de zoektocht naar de boef Axel (Levi van Kempen) helemaal naar de woestijn van het oosterse Zahambra. Daar is duizenden jaren geleden het zwarte kristal op aarde gestort. Wie deze meteoriet in handen krijgt, kan van alles een 'slechte kopie' maken. Een zeer gevaarlijke steen dus, maar gelukkig weet niemand waar het zwarte kristal verborgen is! In een spannende race proberen Mieke, Toby, Opa en diens beste vriend Klaus (Hero Muller) om als eerste het zwarte kristal te vinden en het zo uit handen van Axel te houden. Zal het onze vrienden lukken om de gevaarlijk steen te vernietigen? En wat gebeurt er als Mega Mindy te maken krijgt met een gemene zwarte kopie van zichzelf?

### Mega Mindy en de Snoepbaron(2011)
Mega Mindy staat voor haar moeilijkste strijd ooit, want door toedoen van de gemene snoepbaron moet ze het opnemen tegen de mensen van wie ze echt houdt, en zelfs tegen Mega Toby…
Alles draait om liefde en snoep in deze film. Mieke wil Toby voor zich winnen met een liefdesdrankje van Opa Fonkel. Maar voor Mieke de kans krijgt, wordt het drankje gestolen én wordt Oma Fonkel ontvoerd. Al snel blijkt dat de valse snoepbaron Louis hierachter zit. Door een gemene list komen de vrienden van Mieke een voor een in de macht van de snoepbaron…
Zal Mega Mindy haar geliefden kunnen redden? Het wordt een uiterst spannende race tegen de klok… Hopelijk lukt het haar om samen met Mega Oma het kwaad te trotseren.

### Mega Mindy Versus ROX(2015)
De Gouden Helm, die destijds een enorme kracht gaf aan Achiel, is gestolen. Wanneer Achiel de Gouden Helm opzette, veranderde hij in Waterman. Waterman was een echte superheld op Malta, want hij kon het weer bepalen. Toen de bewoners hem niet meer wilden gehoorzamen, besloot hij het eiland te laten vergaan door met zijn krachten een immense storm te ontketenen.
Anita heeft na al die jaren de Gouden Helm eindelijk teruggevonden. Maar handlangers van Achiel konden hem vrijwel meteen bemachtigen. Als Achiel de Gouden Helm weer in handen krijgt, zal hij alsnog zijn verschrikkelijke plan doorzetten en Malta verwoesten. Mega Mindy moet dit voorkomen en de Gouden Helm voor goed vernietigen! Achiel bedenkt het lumineuze plan om de Kolonel van Team ROX te ontvoeren en via een computersysteem zijn gedaante over te nemen. Zo kan hij Team ROX op missie sturen en hen wijsmaken dat Mega Mindy en haar familie gouddieven zijn.

## Spin-off

### Mega Toby(2010)
Migrain (Anton Cogen) speelt samen met Toby en de rest van het dorp de Tweede Wereldoorlog na op het militaire domein. Ook oma en opa Fonkel zijn ingeschakeld. Oma mag de verpleegster zijn, terwijl opa verantwoordelijk is voor realistische oorlogsgeluiden tijdens het spel. Opa heeft hiervoor een verbeterde en draagbare versie van zijn supercomputer Bliep meegenomen.
Er is slechts een deel van het militair domein toegankelijk voor dit oorlogsspel, want op het domein staat "Moeder Overste". Moeder Overste is een supercomputer die het hele land kan overnemen en besturen in geval van echte oorlog.
Boeven Hannes (Rudy Morren) en Wannes (David Dermez) willen de computer stelen. Wanneer Mieke op het afgesloten gedeelte van het militair domein komt om de computer te bewaken, merkt ze dat de twee boeven de computer in handen hebben. De twee boeven overmeesteren Mieke en nemen haar mee als gijzelaar. Opa Fonkel ziet geen andere oplossing om Toby wederom in Mega Toby te veranderen.

### Mega Mindy en de dolfijnendiefstal(2011)
Wanneer Mieke na afloop van een dolfinariumshow op weg is naar de jaarlijkse fitheidstest van de politie, sluipen er twee ongewenste gasten het dolfinarium binnen om de dolfijnen te stelen. Mieke weet dit te voorkomen, maar komt hierdoor wel te laat voor de fitheidstest. Ze wordt door de commissaris op staande voet ontslagen en de dieven wagen nog een poging. Alleen Mega Mindy kan de dolfijnen en Miekes baan nog redden.
Mega Mindy en de dolfijnendiefstal werd op 19 oktober 2011 op televisie uitgezonden en diezelfde dag kwam ook de dvd van de telefilm uit.

### Mega Toby redt de race(2011)
Tijdens de jaarlijkse Cross Cart wedstrijd moet agent Toby het opnemen tegen Mark Mustang en zijn gemene broer Mario. Echter, zij laten Toby voor de start verdwijnen en Mieke neemt zijn plaats in tijdens de race. Wanneer ook zij in gevaar dreigt te raken, verschijnt Mega Toby op het toneel...
De tweede Mega Toby film werd op 31 oktober 2011 op de televisie uitgezonden en kwam op 16 november 2011 uit op DVD.

### Mega Toby in vuur en vlam(2012)
De zakenvrouw Katarina en architect Pepijn willen graag het fabriekscomplex uitbreiden en daarvoor moet de oude spoorwegloods verdwijnen. Maar ze stoten al snel op verzet van opa Fonkel en zijn vrienden, die in de loods een stoomtrein renoveren. Katarina laat zich niet afschrikken en besluit de loods te laten afbranden. Om zeker te zijn dat haar plan lukt, schakelt ze de brandweer van het dorp uit met de taart van oma Fonkel. Het hele korps wordt ziek en oma Fonkel wordt verdacht. Katarina en Pepijn kunnen zonder problemen hun plan uitvoeren, maar dat is buiten Mega Toby gerekendbereidt

### Mega Toby in de ruimte (2014)
Het dorp bereidt zich voor op een historische gebeurtenis: de eerste ruimtemissie van een lokale inwoner met een spaceshuttle. Commissaris Migrain organiseert een feest ter gelegenheid hiervan. Wanneer de ruimtereiziger echter niet verschijnt, besluiten Mieke, Migrain en Toby naar de lanceerbasis te gaan om hem op te halen. Ze ontdekken dat een spionne, in opdracht van de gangsters Björn en Ronny, de lanceersleutel van de shuttle heeft gestolen. Met deze sleutel kunnen de gangsters de shuttle onopgemerkt starten en een gevaarlijk laserkanon in de ruimte brengen, waarmee ze van plan zijn de aarde te bedreigen. Mieke en Migrain worden gevangen genomen en vastgebonden aan het laserkanon in de shuttle. Terwijl de shuttle de ruimte in wordt gelanceerd, is Mega Toby de enige die kan ingrijpen om Mieke en Migrain te redden

## Rolverdeling
Een grijs vakje betekent dat het personage niet in de film te zien was.
| Personages                             | Film                             | Film                                    | Film                               | Film                         |  |
| Personages                             | Het geheim van Mega Mindy (2009) | Mega Mindy en het Zwarte Kristal (2010) | Mega Mindy en de Snoepbaron (2011) | Mega Mindy versus Rox (2015) |  |
| -------------------------------------- | -------------------------------- | --------------------------------------- | ---------------------------------- | ---------------------------- |  |
| Mieke Fonkel / Mega Mindy              | Free Souffriau                   | Free Souffriau                          | Free Souffriau                     | Free Souffriau               |  |
| Opa Fonkel                             | Fred Van Kuyk                    | Fred Van Kuyk                           | Fred Van Kuyk                      | Fred Van Kuyk                |  |
| Oma Fonkel / Mega Oma                  | Nicky Langley                    | Nicky Langley                           | Nicky Langley                      | Nicky Langley                |  |
| Kamiel Migrain                         | Anton Cogen                      | Anton Cogen                             | Anton Cogen                        | Anton Cogen                  |  |
| Toby / Mega Toby                       | Louis Talpe                      | Louis Talpe                             | Louis Talpe                        |                              |  |
| Miss Volta / Mega Volta                | Yolanthe Sneijder-Cabau          |                                         |                                    |                              |  |
| Otto Van Rampenstein                   | Walter Baele                     |                                         |                                    |                              |  |
| Boris                                  | Manou Kersting                   |                                         |                                    |                              |  |
| Kolonel Kleptoe                        | Tom Van Dyck                     |                                         |                                    |                              |  |
| Billy                                  | Jan Van Hecke                    |                                         |                                    |                              |  |
| Betty                                  | Annelies Smeyers                 |                                         |                                    |                              |  |
| Axel Wolfs                             |                                  | Levi van Kempen                         |                                    |                              |  |
| Klaus                                  |                                  | Hero Muller                             |                                    |                              |  |
| Sultan                                 |                                  | Urbanus                                 |                                    |                              |  |
| Louis Des-Bonbons-de-douleur-de-ventre |                                  |                                         | Johny Voners                       |                              |  |
| Alexander De Kanselier                 |                                  |                                         | Tristan Versteven                  |                              |  |
| Zaila Keersmaekers                     |                                  |                                         | Angela Schijf                      |                              |  |
| Rufus Roffel                           |                                  |                                         | Dennis van der Geest               |                              |  |
| Rick (ROX)                             |                                  |                                         |                                    | Jelle Florizoone             |  |
| Olivia (ROX)                           |                                  |                                         |                                    | Jana Geurts                  |  |
| Xavier (ROX)                           |                                  |                                         |                                    | Jeremy Vandoorne             |  |
| Kolonel (ROX)                          |                                  |                                         |                                    | Frans Maas                   |  |
| ROX - (Stem) (ROX)                     |                                  |                                         |                                    | Chris Van den Durpel         |  |
| Achiel                                 |                                  |                                         |                                    | Jim Bakkum                   |  |
| Jones                                  |                                  |                                         |                                    | Jeron Dewulf                 |  |
| Anita                                  |                                  |                                         |                                    | Liliana de Vries             |  |

## Recettes
| Film                             | Uitgekomen op    | Opbrengst (dollar) | Opbrengst (dollar) | Opbrengst (dollar) | Ranglijstpositie |
| Film                             | Uitgekomen op    | België             | Nederland          | Totaal             | All time "NL"    |
| -------------------------------- | ---------------- | ------------------ | ------------------ | ------------------ | ---------------- |
| Het geheim van Mega Mindy        | 1 juli 2009      | 1.731.315          | 2.214.058          | 3.945.373          | 62               |
| Mega Mindy en het Zwarte Kristal | 15 december 2010 | 1.260.400          | 1.070.213          | 2.330.613          | 109              |
| Mega Mindy en de Snoepbaron      | 21 december 2011 | 1.422.093          | 991.545            | 2.413.638          | 114              |
| Totaal                           | Totaal           | 4.413.808          | 4.275.816          | 8.689.624          |                  |